# Kilakarsal
La Kilakarsal est une race de mouton domestique originaire d'Inde. Race à poils présente dans le sud du pays, elle est élevée pour sa viande.

## Origine et distribution

Le Tamil Nadu, berceau de la race.

La race Kilakarsal est une race ancienne, originaire de l’État du Tamil Nadu, dans le sud du pays. Connue depuis plus de cinq cents ans, elle est présente dans tout l'État, mais est surtout courante dans les districts de Madurai, Virudhunagar, Tirunelveli et Thoothukudi. 
Elle y est connue sous de nombreux noms : Adikarasial, Karuvai, Keezha Karauvai, Keezhakkaraisal, Ramnad Karuvi et Ramnad Red,,.

## Description
C'est un animal de taille moyenne, d'une couleur fauve foncé avec les oreilles, le tour des yeux, le museau, les pattes et le ventre noir. Le bélier mesure 70 cm au garrot pour un poids de 30 kg. La brebis, plus petite, mesure 65 cm pour 21 kg,. Seul le bélier porte des cornes grises, épaisses et torsadées qui peuvent atteindre une longueur de 32 cm. Certaines femelles peuvent avoir des caroncules au niveau du cou.

## Élevage et production
La Kilakarsal est élevée pour sa viande par deux castes, toutes deux des communautés pastorales : les Konar (en) et les Pallar (en). C'est une race rustique résistant bien à la chaleur. 
La brebis aura son premier agnelage à 18 mois et met bas un seul agneau. Les animaux peuvent être sensible à la langue bleue, l'entérotoxémie, la peste des petits ruminants, la coccidiose et la douve du foie.

## État de la population
Bien que la F.A.O. classe la race en « non menacée » dans sa base DAD-IS, les différentes études menées sur celle-ci montrent une baisse des effectifs ainsi qu'un manque de béliers reproducteurs. Le manque de reproducteurs provoque une hybridation avec d'autres races et une perte de la diversité génétique, représentant un risque pour l'avenir de la race,.

#### Articles
- (en) P. Radha, S. N. Sivaselvam, Peria G Kumarasamy et Kathaperumal Kumanan, « Genetic diversity and bottleneck analysis of Kilakarsal sheep by microsatellite markers », Indian Journal of Biotechnology, vol. 10,‎ janvier 2011, p. 52-55 (lire en ligne  [PDF])
- (en) T. Ravimurugan, T. Nisha Prabha et P. Pavithra, « Population status of Kilakarsal sheep of Tamil Nadu, India », Journal of Entomology and Zoology Studies, vol. 8, no 4,‎ 2020, p. 413-415 (lire en ligne  [PDF])